# دومستن
Domsten (به سوئدی: Domsten) یک منطقه مسکونی است که در بخش هلسینبوری شهرستان اسکونه در کشور سوئد واقع شده است. جمعیت دومستن در پایان سال ۲۰۱۰ بالغ بر ۶۱۷ نفر بوده است. 

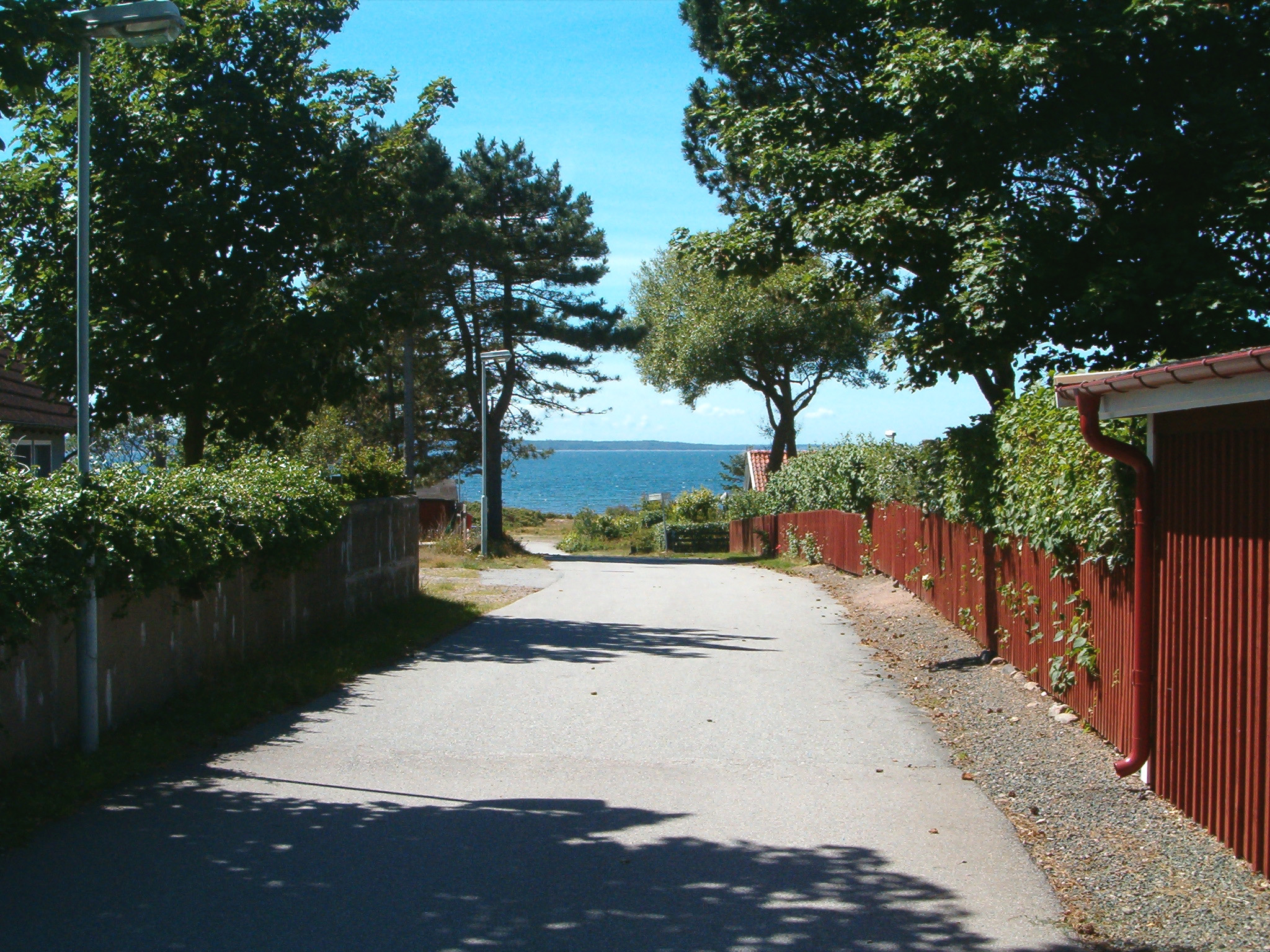
یک خیابان در دومستن